# Harry Potter – 20. rocznica: Powrót do Hogwartu
Harry Potter – 20. rocznica: Powrót do Hogwartu (tytuł oryginalny: Harry Potter 20th Anniversary: Return to Hogwarts) – brytyjsko-amerykański program telewizyjny z 2022 roku, stanowiący część franczyzy medialnej Wizarding World. Nakręcony z okazji dwudziestej rocznicy serii filmów Harry Potter program przedstawia wspomnienia i rozmowy związanych z nią aktorów i twórców. Produkcja powstała w wytwórni Warner Bros. Unscripted Television na zlecenie serwisu strumieniowego HBO Max, gdzie jego premiera odbyła się 1 stycznia 2022.

## Uczestnicy
Aktorzy:

- Daniel Radcliffe
- Rupert Grint
- Emma Watson
- Helena Bonham Carter
- Robbie Coltrane
- Ralph Fiennes
- Jason Isaacs
- Gary Oldman
- Tom Felton
- James Phelps
- Oliver Phelps
- Mark Williams
- Bonnie Wright
- Alfred Enoch
- Ian Hart
- Toby Jones
- Matthew Lewis
- Evanna Lynch

Pozostali twórcy:
- Chris Columbus
- Alfonso Cuarón
- Mike Newell
- David Yates
- David Heyman

J.K. Rowling, autorka serii powieści Harry Potter, pojawia się w materiałach archiwalnych.

## Produkcja

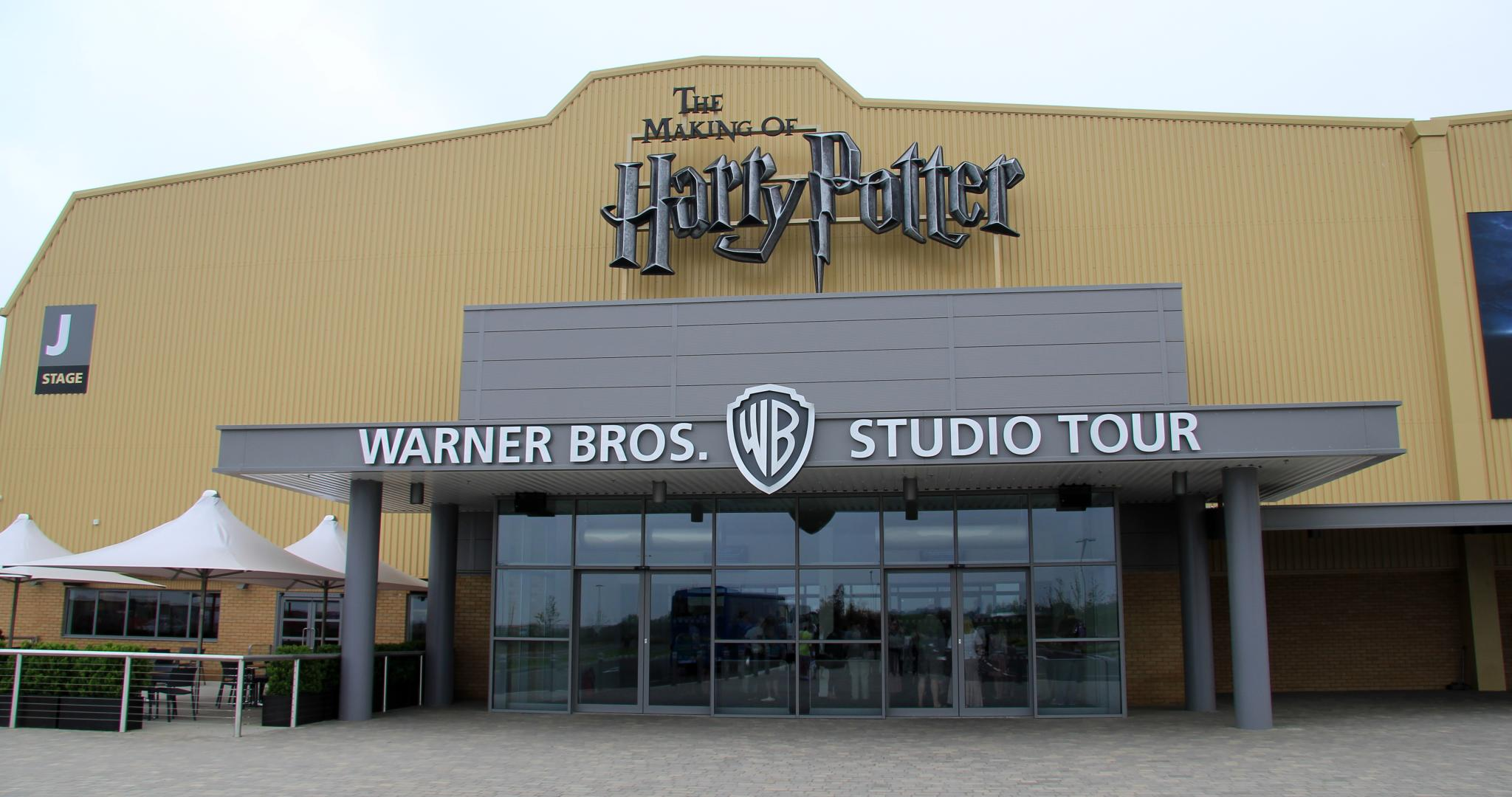
Wejście do kompleksu Warner Bros. Studio Tour London – The Making of Harry Potter, gdzie program został nakręcony

6 listopada 2021 w brytyjskiej gazecie „The Sun” pojawiły się nieoficjalne informacje o tym, że studio Warner Bros. planuje realizację specjalnego programu z okazji dwudziestej rocznicy filmu Harry Potter i Kamień Filozoficzny, a aktorzy z serii Harry Potter otrzymali zaproszenie do wzięcia w nim udziału. W tym samym roku wytwórnia nakręciła podobny program Przyjaciele: Spotkanie po latach z udziałem aktorów i twórców serialu telewizyjnego Przyjaciele. 16 listopada Warner Bros. ogłosił, że program powstanie dla serwisu strumieniowego HBO Max, w którym zostanie udostępniony 1 stycznia 2022. Studio zdradziło także nazwiska osób związanych z serią, którzy w nim wystąpią. Znaleźli się wśród nich odtwórcy głównych ról: Daniel Radcliffe, Rupert Grint i Emma Watson.
W programie nie wzięła udziału J.K. Rowling, autorka serii powieści Harry Potter, na podstawie których powstały filmy. Twórcy wykorzystali jednak jej archiwalne wypowiedzi. W mediach pojawiły się doniesienia, że pisarka nie otrzymała zaproszenia ze względu na swoje kontrowersyjne wypowiedzi na temat osób transpłciowych. Jej przedstawiciel zdradził magazynowi „Entertainment Weekly”, że zaproszenie otrzymała, jednak nie przyjęła go, uznając swój archiwalny wywiad za wystarczający do wykorzystania w programie.
Materiał został w większości nakręcony w kompleksie Warner Bros. Studio Tour London – The Making of Harry Potter w angielskiej miejscowości Leavesden, na planach wykorzystywanych podczas zdjęć do filmów z serii Harry Potter. Program został wyprodukowany przez Warner Bros. Unscripted Television, oddział wytwórni telewizyjnej Warner Bros. Television Studios, we współpracy z Casey Patterson Entertainment i Pulse Films.

## Dystrybucja
Światowa premiera programu odbyła się 1 stycznia 2022. Produkcja znalazła się w ofercie serwisu HBO Max na terytoriach, w których on wówczas funkcjonował. W pozostałych został wydany przez usługi związane z siecią HBO lub innych dostawców. W Polsce został udostępniony tego samego dnia w serwisie strumieniowym HBO Go prowadzonym przez HBO Polska.
| Region                                                    | Dostawcy               |              |
| --------------------------------------------------------- | ---------------------- | ------------ |
| Ameryka Łacińska (wybrane państwa)                        | HBO Max                | [ 9 ]        |
| Azja (wybrane państwa)                                    | HBO Go (HBO Asia)      | [ 10 ]       |
| Australia                                                 | Binge                  | [ 11 ]       |
| Belgia (Region Flamandzki)                                | Streamz                | [ 12 ]       |
| Belgia (Region Waloński)                                  | Tipik i Auvio          | [ 13 ]       |
| Bliski Wschód (wybrane państwa)                           | OSN                    | [ 14 ]       |
| Europa Środkowo-Wschodnia (wybrane państwa, w tym Polska) | HBO Go (HBO Europe)    | [ 7 ]        |
| Francja                                                   | Salto                  | [ 15 ]       |
| Hiszpania                                                 | HBO Max                | [ 7 ]        |
| Indie                                                     | Amazon Prime Video     | [ 16 ]       |
| Irlandia                                                  | Sky i Now              | [ 17 ]       |
| Kanada                                                    | Crave                  | [ 18 ]       |
| Kraje nordyckie                                           | HBO Max                | [ 7 ]        |
| Niemcy                                                    | Sky                    | [ 19 ]       |
| Nowa Zelandia                                             | TVNZ 2 i TVNZ OnDemand | [ 20 ]       |
| Portugalia                                                | HBO Go (HBO Europe)    | [ 7 ]        |
| Rosja                                                     | Amediateka             | [ 7 ]        |
| Stany Zjednoczone                                         | HBO Max                | [ 7 ]        |
| Szwajcaria                                                | Sky                    | [ 21 ]       |
| Wielka Brytania                                           | Sky i Now              | [ 7 ] [ 22 ] |
| Włochy                                                    | Sky                    | [ 7 ]        |

## Odbiór

### Krytycy
Serwis Rotten Tomatoes zebrał 27 recenzji programu, z których 93% było pozytywne.

### Nagrody i nominacje
| Plebiscyt      | Kategoria                                          | Nominowani | Rezultat  |        |
| -------------- | -------------------------------------------------- | --- | --------- | ------ |
| Primetime Emmy | Najlepszy program specjalny (nagrany przed emisją) | Casey Patterson, Carol Donova, Ashley Edens, Marisa Clifford, Louis Mole, Sam Bridger, Isabel Davis, David Heyman, Rob Paine, Chase Simonds, Mike Darnell, Brooke Karzen, Dan Sacks | Nominacja | [ 24 ] |
| Primetime Emmy | Najlepszy montaż programu specjalnego              | Simon Bryant, Jim Clark, James Collett, Bill DeRonde, Asaf Eisenberg, Will Gilby, Lior Linevitz–Matthews, Pablo Noe, Tim Perniciaro, Jacob Proctor                                  | Nominacja | [ 24 ] |